# Pertes de livres pendant l'Antiquité tardive
Les pertes de livres pendant l'Antiquité tardive (entre la fin du IIIe siècle et celle du VIe siècle) représentent une perte irréparable de l'héritage culturel de l'Antiquité classique. Faute de la transmission d'une grande partie de la littérature grecque et latine antique, le nombre d'œuvres qui nous sont parvenues est extrêmement faible. La plupart des textes transmis le sont à travers des copies médiévales, et les fragments originaux de textes antiques sont peu nombreux.
Pour le monde romain, les travaux d’Henry Bardon permettent de se faire une idée de l’ampleur de cette « littérature latine inconnue », de cette cohorte d’auteurs renommés dans l’Antiquité qui ne sont plus pour nous que des noms, au mieux réduits à quelques maigres fragments issus de citations et de notices éparses. Le savant s’est attaché à rassembler les sources les concernant, par époque, et s’est proposé d’en présenter ce que la critique et la philologie actuelles pouvaient en tirer.
Les raisons de ces pertes massives sont variées et débattues. Un début peut être entrevu dans la crise du IIIe siècle de l’Empire. On y mentionne des destructions systématiques d'écrits chrétiens au cours des persécutions, ainsi que ceux des écrits païens à la suite de la christianisation de l'Empire romain. D'autres causes peuvent être invoquées : l'effondrement culturel, et les désordres dus aux grandes invasions, surtout en Occident, où de riches collections de livres ont été victimes des combats, et où les élites intellectuelles qui effectuaient encore la tâche de transmission ont disparu. Les changements de support – comme le passage du papyrus au parchemin, ou celui du volumen au codex – ainsi que ceux des canons littéraires et de la scolarité ont formé d'autres barrières. La transmission des œuvres était interrompue si elles n'étaient pas recopiées sur de nouveaux supports, et elles disparaissaient ainsi du canon.
Tandis que dans l’Empire byzantin, la tradition des œuvres de l’Antiquité a été plus ou moins conservée jusqu’à la chute de Constantinople, dans l’Occident latin, seule une petite élite de personnalités aisées et cultivées a conservé une petite partie de l’héritage littéraire de l’Antiquité. Dans ce cercle, on peut compter Cassiodore, issu d'une famille sénatoriale, et qui a rassemblé au VIe siècle les restes qui lui étaient encore accessibles de la littérature antique, et qui a fondé la fabrication médiévale de livres par un couvent à Vivarium.
C'est surtout aux VIIe et VIIIe siècles que les manuscrits des textes classiques, et même de certains auteurs chrétiens ont été en partie effacés et réécrits. C'est ce maigre lot de ces plus anciens manuscrits latins encore conservés avec les textes des auteurs classiques que l'on trouve sous la forme de palimpsestes.
La renaissance carolingienne qui suit, dans laquelle la production de manuscrits de textes classiques a ressurgi, n'en est donc que plus importante pour la transmission.
Les raisons pour la fabrication de palimpsestes sont multiples. Tout d'abord, en général, pour des motifs matériels, comme le prix du support, les changements dans l'écriture, ou simplement le changement des centres d'intérêt, mais aussi, en ce qui concerne les textes classiques et hérétiques, des raisons religieuses.
Les conséquences de la perte de grandes parties de la littérature antique ont été considérables. Ce n'est que par l’invention de l'imprimerie au milieu du XVe siècle que les textes antiques ont été progressivement mis à la portée de cercles croissants de lecteurs. Bien des accomplissements des temps modernes ont été stimulés directement ou indirectement par ces textes. La richesse des bibliothèques des temps modernes n'a pu se comparer avec celles de l’Antiquité qu'au XIXe siècle.

## Richesse de l'Antiquité en livres et transmission
Dans les restes des bibliothèques, soit les découvertes de papyrus depuis 1900, on connaît environ 2 000 noms d'auteurs grecs d'avant 500. Seuls 253 nous ont fait parvenir au moins une partie de leurs œuvres. Pour la littérature romaine, on connaît 772 noms d'auteurs, dont 276 sont totalement perdus, 352 sont fragmentaires, et seulement 144 ont transmis un ou plusieurs livres,. Ceci a conduit à l'estimation fréquemment rencontrée que moins de 10 % de la littérature antique nous a été transmise, une statistique qui fut revue à la baisse, Hermann Strasburger (en) en se basant sur les titres des œuvres et du nombre de livres associés, déclare que seul « un quarantième » (2,5 %) du corpus des historiens grecs fut conservé. Il se peut même que ce chiffre diminue à moins de 1 % pour certains historiens[réf. nécessaire], car il est possible que la littérature antique ait été plus importante, en prenant en considération, par exemple, que la bibliothèque d'Alexandrie possédait au minimum 490 000 rouleaux d'écritures.
Aussi, il faut considérer que les textes antiques qui nous sont parvenus ne sont pas toujours complets, certaines œuvres n'étant qu'à l'état de fragments. Les presque 3 000 noms d'auteurs représentent déjà un minimum, celui cité par les textes transmis. À part bien des auteurs chrétiens, il s'agit surtout d'auteurs classiques scolaires, et non de toute la collection des livres antiques. Rapportés à l'ensemble de la période antique, les auteurs chrétiens n'occupent de toute manière qu'une part minoritaire.
Une évaluation de la collection antique de titres et de livres n'est possible qu'indirectement, par l'histoire des bibliothèques. La bibliothèque la plus connue de l'Antiquité, la Bibliothèque d'Alexandrie, s'est enrichie entre 235 av. J.C. et 47 av. J.-C. de 490 000 à 700 000 rouleaux, principalement en grec. Un rouleau correspondait à peu près à un titre (v. Histoire du livre). La production de titres du monde grec s'élevait donc à 1 100 titres par an. Extrapolé à l'année 350 ap. J.-C., ceci donnerait une collection d'environ un million de titres.
Les courbes statistiques portées sur la figure témoignent de la fracture notable dans l'histoire de la transmission des textes, connue ou estimée, entre l’Antiquité et les temps modernes. Selon la figure, les bibliothèques européennes ne sont devenues comparables en volume à celles de l’Antiquité qu'au XIXe siècle.
Graphique des contenus de bibliothèques depuis l'Antiquité (coordonnées semi-logarithmiques)
Les courbes statistiques portées sur la figure témoignent de la fracture notable dans l'histoire de la transmission des textes, connue ou estimée, entre l’Antiquité et les temps modernes. Selon la figure, les bibliothèques européennes ne sont devenues comparables en volume à celles de l’Antiquité qu'au XIXe siècle.
Le volume de la littérature latine est plus difficile à évaluer, mais peut avoir atteint un ordre de grandeur similaire. Comme les plus triviales des œuvres de province n'avaient probablement pas accès aux grandes bibliothèques, le nombre total de titres peut aussi avoir significativement dépassé le million. En supposant, comme souvent, que chaque titre ait atteint une diffusion de 10 à 100 exemplaires, ceci aboutirait à un nombre de rouleaux ou de livres dans l'ordre de grandeur de quelques dizaines de millions. De tous ces millions de livres existant avant 350, aucun n'est parvenu à une bibliothèque. Toutes les sources antéchrétiennes, c'est-à-dire d'avant 350, ont été transmises vraisemblablement seulement sous la forme d'éditions chrétiennes, établies depuis les IIIe et IVe siècles (en Occident surtout au IVe siècle).
Le nombre de textes antiques transmis (hors fouilles) n'a pas encore été déterminé exactement. L'ordre de grandeur devrait être de 3000 dont 1000 en latin. La plus grande partie se présente en fragments. L'ensemble des textes non-chrétiens transmis occupe un volume, qui, en latin du moins, devrait tenir dans 100 codex. La perte de la collection des titres antiques est donc énorme, et pourrait être de l'ordre de 1 à 1000 : seulement 0,1 % ou 1 titre sur 1 000 aurait survécu. Ce nombre sort de la comparaison d'un inventaire total de quelques millions aux quelques milliers de titres transmis, ou – indépendamment – par comparaison de la dernière bibliothèque de l'Antiquité, celle de Constantinople, qui a été incendiée en 475 avec 120 000 livres (Codex Theodosianus 14,9,2 ; Jean Zonaras 14,2.), avec la première bibliothèque médiévale, celle de Cassiodore en Occident, qui possédait en 576 environ 100 codex.

## La perte de livres

### Collections antiques
Dans l’Antiquité, il y avait un grand nombre de bibliothèques. On connaît des bibliothèques municipales publiques et d'autres privées contenant de 20 000 à 50 000 rouleaux, aussi bien à Rome (29 publiques en 350) qu'en province. Pendant la visite de César à Alexandrie, ce n'est sans doute pas la grande bibliothèque qui a été incendiée, mais plutôt un entrepôt du port avec 40 000 rouleaux, que l'on peut penser avoir été la production annuelle pour l’exportation. Assurément, Alexandrie est encore longtemps restée un centre de livres et d'érudits. La bibliothèque d'Alexandrie comprenait déjà aux temps hellénistiques plus de 490 000 rouleaux, dont 200 000 en parchemin. Ce n’est qu'à la fin de l’Empire que quelques villes ont pu atteindre ce niveau, car une bibliothèque était un signe de statut.
On ne connaît pas les effectifs des collections des grandes bibliothèques de Rome. L'archéologie conclut, à partir de la taille totale des niches murales jouant le rôle d'étagères à livres, à au moins 100 000 rouleaux pour la Bibliothèque Palatine et la Bibliothèque Ulpia. Mais vraisemblablement, on n'utilisait ces niches que pour les manuscrits les plus précieux. Même la bibliothèque de Pergame au IIIe siècle av. J.-C. conservait la plupart de ses collections dans des bâtiments de stockage. De la taille des bâtiments, on peut juger que les bibliothèques principales de Rome offraient de la place pour un million de rouleaux, comme celles d'Alexandrie ou d'Athènes (voir supra). Dans ces conditions de répartition géographique de la littérature antique, des événements isolés comme la perte d'une bibliothèque ne représentaient pas un réel problème pour la transmission.

### Causes possibles de pertes

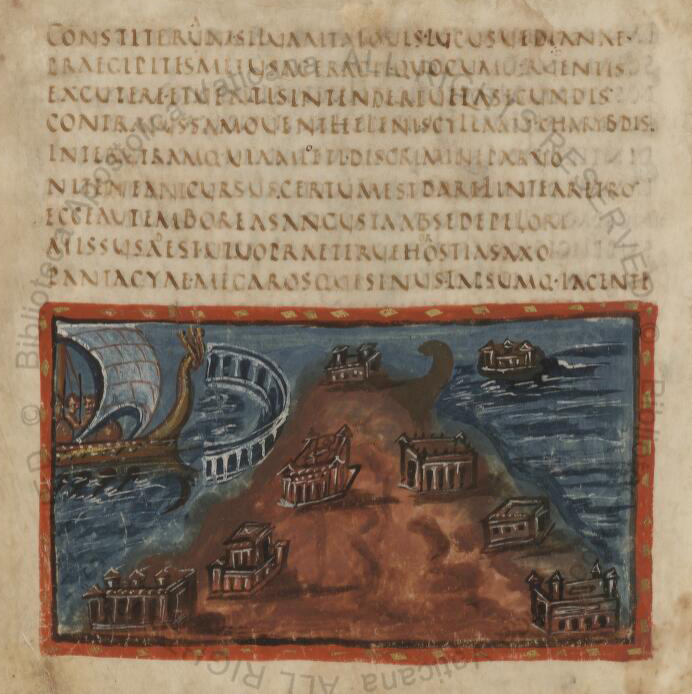
Page de l'un des plus anciens livres transmis, le Vergilius vaticanus (vers 400), écriture d'apparat pour les poèmes de Virgile. Le bon état montre que des livres d'avant 300 auraient pu se conserver jusqu'à aujourd'hui.

C'est surtout dans les représentations d'ensemble que la thèse de la recopie/pourrissement a été avancée : vers 400, une recopie des rouleaux de papyrus sur des codex de parchemin aurait été faite. Aux temps dominés par les chrétiens, et peut-être même auparavant, l'intérêt envers les rouleaux non-chrétiens se serait dilué. Ils n'auraient donc plus été recopiés, et auraient pourri dans les bibliothèques au cours du Moyen Âge, tandis que les codex de parchemin plus résistants auraient survécu.
Il n'est pas facile de trouver, même dans la littérature spécialisée, des estimations de la grandeur des pertes. La présentation globale de l'histoire de la transmission par Reynolds et Wilson 1991 (Scribes and Scholars) ne donne aucune indication sur la taille des bibliothèques de Cassiodore ou d'Isidore de Séville. On évoque aujourd'hui des textes perdus, qui auraient été cités encore vers 600, sans préciser s'il s'agit là des œuvres originales ou déjà d'extraits encore présents, comme cela a été prouvé pour Isidore.
On suppose de façon assez répandue que la christianisation a été, à côté ou même avant les destructions des invasions, un facteur décisif pour les pertes en littérature antique.
Les papyrologues mettent en doute l'hypothèse d'une moins grande durabilité des papyrus. Roberts et Skeat, qui ont étudié en 1983 le thème de « la naissance du codex », ont établi que le papyrus, dans des conditions de stockage normales, ne cède rien en durabilité au parchemin :
« La durabilité des deux matériaux dans des conditions normales ne présente aucun doute. On pourrait citer à ce sujet la multiplicité de papyrus trouvés, qui démontre une conservation à long terme des écrits, mais ce n'est plus nécessaire, car le mythe selon lequel le papyrus n'est pas durable a été récemment dissipé, avec autorité – et souhaitons-le, définitivement – par Lewis,,. »
Les études plus récentes partent donc d'une longue durabilité du papyrus. Vers 200, on pouvait lire dans une bibliothèque de Rome un rouleau de papyrus âgé de 300 ans, datant de la fondation des bibliothèques romaines. La matière devait certainement avoir pu durer plus de 400 ans. Mais après 800, les nombreux rouleaux antiques n'existaient plus, de ce que l'on peut déduire des catalogues et des activités des copistes de ce temps. Tant dans l'Occident latin que dans l'Orient grec, on ne pouvait en 800 trouver que des codex écrits après 400.
En outre, les Codices Latini Antiquiores (C.L.A.) contiennent au moins 7 codex en papyrus, qui ont survécu dans des bibliothèques depuis une époque comprise entre 433 et 600 jusqu'aujourd'hui, au moins en partie. L'un d'entre eux, CLA #1507, daté vers 550, est à Vienne, et a encore 103 pages. Si celui-ci a pu durer 1 500 ans, les nombreux autres auraient dû pouvoir durer au moins 400 ans. La perte ne peut donc pas être expliquée par un manque de durabilité du papyrus, en rouleaux ou codex.
En ce qui concerne la recopie sur codex, il semble qu'après 400, il y a eu soudain beaucoup moins d'ouvrages, et ceux-ci n'étaient plus produits que sous la forme de codex en parchemin. Les rouleaux trouvés à Oxyrhynque (environ 34 % de l'ensemble en papyrus, les 66 % restants étant des documents administratifs ou privés) montrent une intense production de livres aux IIe et IIIe siècles (655 et 489 pièces), et une chute massive aux IVe et Ve siècles (119 et 92 pièces), ainsi qu'une très faible production ultérieure (41, 5, et 2 pièces après le VIIe siècle où la ville disparaissait). Il faut évidemment laisser ouverte la possibilité de la conséquence d'une baisse de la population.
Les CLA présentent une image semblable pour l'Europe latine. Selon cet inventaire, nous n'avons plus hérité dans l'Europe latine, hors Italie, que de 150 codex datant entre 400 et 700, dont 100 en France. Cela est confirmé par la paléographie ultérieure, après l'intervalle étudié par les CLA. Les collections des grandes bibliothèques monacales vers 900, à Lorsch, à Bobbio, à Reichenau, qui contenaient chacune environ 700 codex, ont presque toutes leur origine après 750 et témoignent ainsi de la Renaissance carolingienne. Pour beaucoup de livres de l'Antiquité, les plus anciennes copies conservées aujourd'hui datent de cette époque. Vraisemblablement, on copiait alors des livres du Ve siècle, que l'on ne trouve plus aujourd'hui. Les CLA recensent, pour la période allant jusqu'à 800 seulement, 56 livres classiques transmis, et parmi ceux-ci seulement 31 du Ve siècle (pour la répartition géographique, se référer à l'article CLA).
La recopie sur parchemin peut aussi être expliquée par le fait que cette faible production n'entraînait plus de demande pour le papyrus à bon marché, et que l'on a préféré le parchemin, matériau auparavant plus noble, mais devenu facilement disponible à cette époque. Il y a eu une « sélection par la demande », comme le formule Lorena de Faveri. Le papyrus n'a plus été utilisé qu'exceptionnellement pour des livres ou autres documents, et on ne le trouvait presque plus dans le domaine latin à partir de 600.

### Domaines thématiques touchés
Le savoir scientifico-technique dans l'Antiquité tardive était certainement si développé et compliqué qu'une tradition orale n'était plus possible. Dans la mesure où ce savoir était lié à des noms et des concepts non-chrétiens, il pouvait se poser en concurrence du christianisme. Dans la culture romaine non-chrétienne, les représentations pornographiques en tout genre étaient bien plus répandues que maintenant dans la vie de tous les jours, ce qui était méprisé par la chrétienté. Vers 200, l'écrivain chrétien Tertullien a maudit non seulement les philosophes, mais aussi les spectateurs, et les a envoyés au diable. Isidore de Séville, plus tard, met en garde explicitement contre les poètes non-chrétiens, et met les spectateurs au même niveau que les prostituées, les criminels et les bandits ; Ilona Opelt traite dans sa thèse d'habilitation très détaillée du thème des injures apologétiques chrétiennes. La littérature classique était en outre pleine d'allusions à des dieux et héros non-chrétiens.
Parmi les pertes démontrables dans le domaine latin, on peut regretter avant tout les travaux d'histoire de la République, les poèmes de toutes sortes, ainsi particulièrement des tragédies. Déjà, pendant la période impériale, les livres d'auteurs dissidents, comme Cremutius Cordus, ont été supprimés. Le dixième livre de l'Institutio oratoria de Quintilien commente vers la fin du Ier siècle apr. J.-C. de nombreux ouvrages littéraires, dont une partie appréciable nous est parvenue, mais dont toute une partie est perdue. Les commentaires concernent la littérature de fiction dominante, particulièrement bien établie à cette époque.

## Arrière-plan

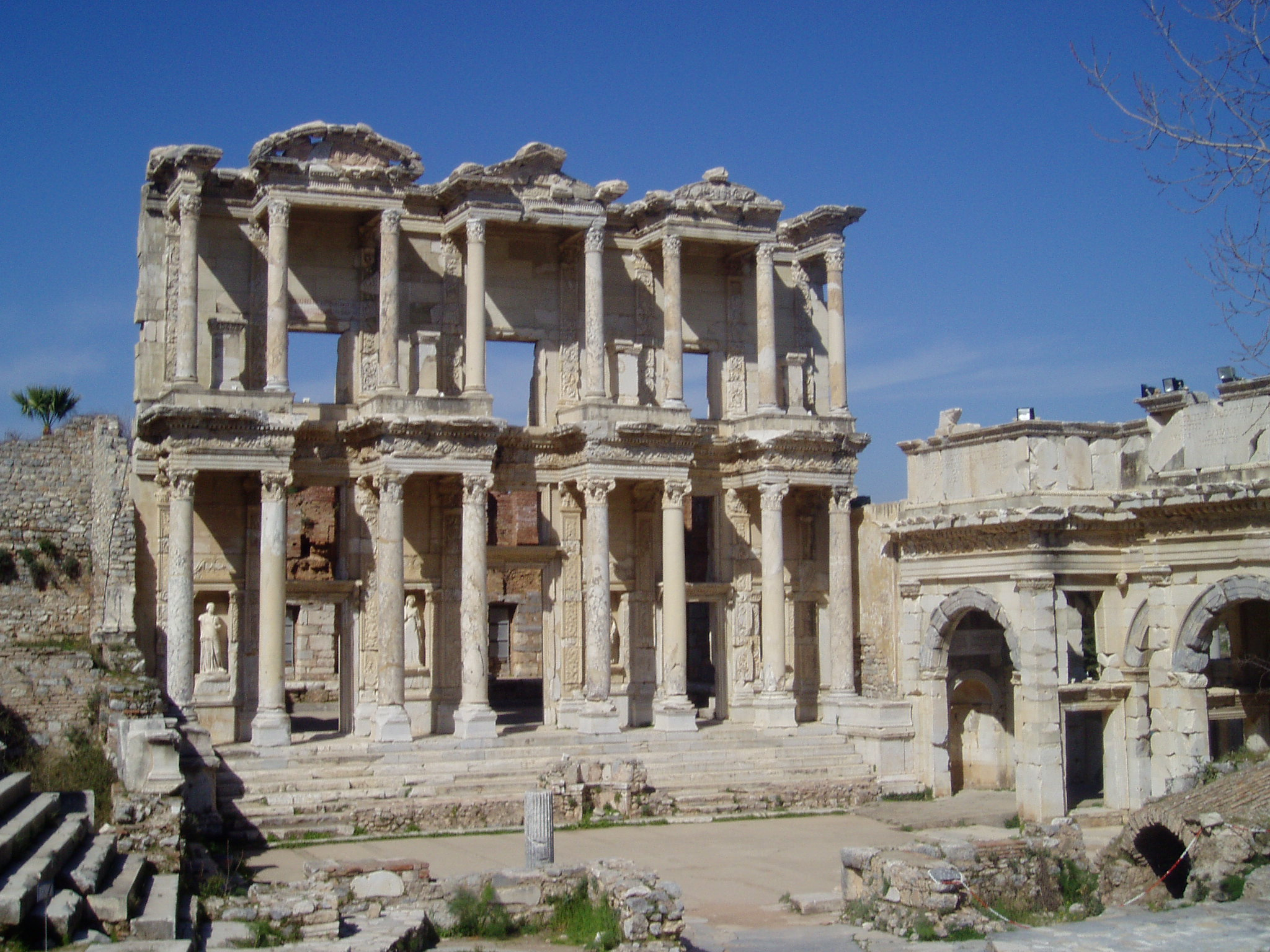
La façade reconstruite de la Bibliothèque de Celsus à Éphèse. Ce bâtiment, fondation privée, comprenait environ 12000 rouleaux, qui ont été détruits par un incendie à la fin du IIIe siècle.

Au sein de l'histoire de la transmission, la période de 350 à 800 est décisive. Au Haut Moyen Âge, on pensait que le pape Grégoire le Grand (540-604) avait fait incendier la grande Bibliothèque Palatine de Rome. Selon les recherches modernes, il est exclu que le pape Grégoire ait fait disparaître la bibliothèque, puisque la perte avait dû avoir lieu déjà avant son pontificat. La Bibliothèque Palatine de Rome, fondée par Auguste, sans doute la plus grande de Rome, est disparue de l'histoire sans laisser aucune trace de son destin. Depuis les années 1950, la recherche a seulement permis d'établir que cette perte avait eu lieu avant 500. Cette constatation a été encore étayée par les conclusions des CLA dans les années 1970.
Dans la recherche allemande à connotation laïque vers 1900 (période où l’Allemagne jouait un rôle majeur dans la recherche sur l’Antiquité), l'anéantissement de la littérature antique était une des raisons invoquées pour stigmatiser le Moyen Âge en employant une expression très péjorative forgée à la Renaissance et au siècle des Lumières : « l'époque obscure ». Elle a aussi été utilisée comme argument anticatholique dans le combat pour la séparation de l'Église et de l’État à la fin du XIXe siècle.
Les causes des pertes de livres sont restées débattues au cours du XIXe siècle. D'une part, il y avait une orientation historique orientée du côté protestant et laïc, dominée par des intentions anti-catholiques[non neutre], qui attribuait les pertes de livres avant tout à la christianisation ; d'autre part il y avait une recherche historique ecclésiale, à laquelle on prêtait des intentions apologétiques, quand elle attribuait les pertes de livres avant tout à la chute de la culture du monde romain. Sur la base de la situation des sources, il n'était pas possible d'atteindre aucun consensus contraignant pour la recherche.
La discussion scientifique sur les raisons du déclin de l'Empire romain d'Occident est ainsi perpétuée depuis 200 ans sans qu'un consensus soit en vue. Encore que les invasions barbares aient joué un rôle non négligeable dans ce déclin, les chercheurs sur l'Antiquité de tradition plutôt dirigée par les sciences de la culture relient la fin de l'Antiquité avec l'effacement de sa tradition non-chrétienne vers la fin de l'Antiquité (529 ?). La perte de la littérature a eu dans ce domaine des conséquences considérables.
La chute de Rome a été ressentie par beaucoup de ses contemporains comme apocalyptique. Dans l'Ancien Testament, il fallait que le peuple juif tombe dans une misère insupportable, avant que Dieu envoie ses troupes célestes pour établir le Royaume de Dieu sur terre. Également, selon le Nouveau Testament, il doit se produire d'abord une grande catastrophe avant que vienne le Paradis sur terre, et que s'accomplisse l'histoire de l’Humanité. C'est la prophétie de l'Apocalypse de Jean. La croyance en une fin du monde catastrophique et proche se montre dans l'eschatologie et le millénarisme.
Même si les histoires de martyrs paraissent exagérées, on sait que l'État romain, depuis l'empereur Dèce (249–251), a fait persécuter par intermittence la chrétienté naissante,. Les chrétiens retournèrent ensuite ces mesures contre les religions de l'Antiquité. Pour la plupart de ces réactions chrétiennes, on trouve un épisode préalable de persécution des chrétiens.
Le « paganisme » de l’Antiquité tardive était une multiplicité polythéiste de communautés religieuses antiques. Les cultes gréco-romains ont été répandus jusqu'au IIIe siècle, mais ils étaient cependant déjà concurrencés par les religions dites « orientales », parmi lesquelles les cultes de Mithra, de Cybèle et d'Isis, mais aussi par un manichéisme syncrétique. En plus, il faut compter les croyances populaires locales. Il n'y avait aucun antagonisme entre ces religions, parce que chacun pouvait participer librement à tous les cultes qu'il souhaitait. C'est surtout dans les querelles avec le christianisme que les intellectuels croyants en des religions non-chrétiennes ont été marqués par des idées hellénistiques,.

Bien que l'on trouve des exemples de cohabitation pacifique entre chrétiens et non-chrétiens dans l'Empire, ce n'est que dans les tout derniers temps que la violence des batailles de religion a été de nouveau soulignée. Les conflits religieux avaient souvent des motivations d'ordre social, et étaient attisés par les autorités institutionnelles ou spirituelles chrétiennes. La chrétienté à ses débuts avait un effet d'attirance surtout sur des couches sociales inférieures, peu formées littérairement. La politique religieuse officielle dépendait de l’empereur régnant, comme Théodose Ier, qui est intervenu au nom de l'État surtout en matière de disputes internes à l'Église, mais qui légitima les conflits de religion par des lois isolées. La disparition des religions de l'Antiquité a été un long processus. Un travail sur la christianisation de l’Empire romain résume ainsi :
« Forcer au silence, incendier et détruire ont souvent été des formes de la démonstration théologique. Et dès que cette leçon était apprise, les moines et évêques, comme les généraux et l'empereur, ont chassé l'ennemi de leur champ de vision. Nous ne pouvons pas rapporter les événements que nous ne pouvons plus réitérer. »

### La perte des livres: avant 500
Les livres antiques n'étaient certainement plus là à partir de 800. Probablement, ils ont disparu dès 500.

La thèse sur le christianisme qui sélectionne les textes à conserver est une thèse notamment reprise par Michel Onfray, opposant la dichotomie Platon/Épicure. Le premier, qui inspira un dogme déiste, est très bien transmis tandis que le second, plutôt méprisé, est très fragmentaire.
Cassiodore, aristocrate romain converti au christianisme, a vécu d'environ 490 jusque 583 en Italie. Il fut d'abord sénateur et secrétaire du roi des Ostrogoths Théodoric le Grand. Pendant la guerre des Goths, après un séjour à Constantinople, il se retire vers 540 dans ses propriétés en Italie méridionale et fonde le couvent de Vivarium. Il parle latin, grec, gothique, collectionne les livres et les traduit du grec au latin. Son but avoué est le sauvetage de la formation classique et, le premier, il fait entrer la recopie des livres dans les devoirs des moines chrétiens.

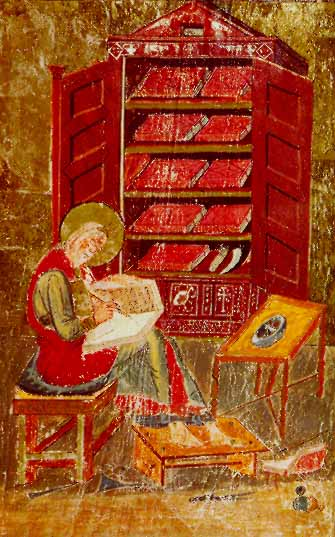
Le Codex Amiatinus (vers 700, contenant la Bible). Représentation d'une bibliothèque du haut Moyen Âge (Armarium), contenant environ dix codex.

En raison de sa position fortunée et de ses contacts lointains, même dans le domaine grec, il était dans une excellente position pour obtenir les livres les plus importants encore disponibles dans l'espace méditerranéen ». Il décrit dans ses propres textes sa bibliothèque, les livres individuels et donne des citations de textes vraisemblablement ouverts sous ses yeux. Sur la base de ces données, A. Franz d'abord, puis R.A.B. Mynors ont « établi une vue provisoire du contenu de la bibliothèque de Vivarium. » Le résultat de cet inventaire est que Cassiodore ne connaissait guère plus de textes antiques que nous actuellement. Il avait la seule bibliothèque conséquente du VIe siècle dont le contenu nous soit quelque peu connu. Sur la base des citations, il possédait environ 100 codex.
Et sa bibliothèque a eu une influence notable dans l'histoire de la transmission de la culture latine occidentale : « En Italie, une mince couche de l'ancienne noblesse sénatoriale, plus ou moins apparentés, représentée par les familles des Symmaque et des Nicomaque Flavien, s'était donné le devoir de conserver les auteurs antiques comme témoins de la grandeur passée de Rome. Un membre de ce cercle, Cassiodore, a pris l'initiative de la transmission de la culture antique par les livres en introduisant un devoir de copiste pour les moines. La bibliothèque qu'il a fondée à Vivarium a eu un effet loin au-delà des Alpes, avec des succursales à Rome et à Bobbio. »
La situation a été similaire pour l'évêque Isidore de Séville, qui a vécu d'environ 560 jusqu'en 636 en Espagne. Il avait la seule bibliothèque du VIIe siècle sur le contenu de laquelle nous avons quelques connaissances. Paul Lehmann a entrepris une recherche correspondante sur les écrits d'Isidore. Il est arrivé au résultat qu'Isidore s'est fondé sur au moins trois livres de Cassiodore. Selon Lehmann : « Il n'a probablement pas lu la plupart des écrits qu'il cite par leur titre et leur auteur. » Isidore a cité 154 titres. Sa bibliothèque était donc probablement significativement plus petite que celle de Cassiodore.
La survie de grandes bibliothèques n'est pas attestée après 475. De petites bibliothèques de monastères n'avaient peut-être qu'une taille de 20 volumes. Comme l'écrit l'ouvrage standard très factuel « Histoire des bibliothèques » en 1955, la perte doit avoir eu lieu avant 500 : « Déjà au début du VIe siècle, la grande perte des textes antiques avait eu lieu, et la collection d'auteurs disponibles pour Cassiodore et Isidore n’était pas sensiblement plus large que l'ensemble que nous connaissons. »

### La souscription chrétienne
Probablement presque tous les livres transmis contenaient une souscription chrétienne. C'était un bref appendice, qui décrivait quand le livre avait été recopié, et qui l'avait relu pour s'assurer de sa conformité. Ce type de souscription était probablement usuel aussi avant les temps chrétiens, au moins pour les livres de valeur. Il témoignait de l'origine et de l'exactitude de la copie.
Dans les livres de littérature antique qui nous sont parvenus, tous à une exception près ont une souscription de l’époque chrétienne, et sont ainsi attestés du IVe siècle. La seule souscription préchrétienne transmise, de Titus Statilius Maximus (consul en 144) démontre une réelle activité d'amélioration du texte,. Elle dit : « Moi, Statilius Maximus, ai amélioré [le texte] une deuxième fois, après Tiro, Laetanianus, Dom[itius] et 3 autres anciens. Un excellent discours. » Pour les souscriptions de l’époque chrétienne, cet effort de correction philologique a en partie disparu. Reynolds et Wilson doutent alors que la souscription chrétienne ait été une véritable aide pour la littérature classique. On ne peut guère y voir des supports pour l’idée que l'édition de textes non-chrétiens suggère quelque opposition à la chrétienté ; il faudrait pouvoir éclaircir la question de la participation des non-chrétiens à cette époque. Les auteurs des souscriptions des familles des Nicomaque Flavien et des Symmaque étaient déjà chrétiens.
Reynolds et Wilson considèrent « la réapparition soudaine des souscriptions dans les textes séculiers vers la fin du IVe siècle » comme plutôt liée à la recopie des rouleaux de papyrus en codex de parchemin. Et « La survie de certaines œuvres a été spécialement menacée pendant la phase de recopie de la littérature romaine des rouleaux de papyrus sur les codex de parchemin. Ce processus est achevé environ à la fin du IVe siècle. Les auteurs qui n'ont pas été considérés sont désormais exclus de la transmission », ou autrement dit : « Les auteurs jugés indignes de transmission (pour la littérature classique aux IIIe et IVe siècles) ont été définitivement abandonnés au sort d'une survie éventuelle sur papyrus. »
Reynolds et Wilson ont aussi considéré comme historiquement intéressant le statut social souvent élevé des personnes évoquées dans les souscriptions : « le rang généralement élevé des personnes apparaissant dans les souscriptions laisse penser que c'est dans leurs somptueuses bibliothèques que nos textes se trouvaient, avant de trouver le chemin des cloîtres et des cathédrales qui ont assuré leur survie, ». Alexander Demandt rend hommage dans ce contexte aux services rendus par les successeurs aristocratiques du « cercle non-chrétien de Symmaque » au sauvetage de la littérature classique de l’Occident latin. Il est en tous cas intéressant de constater que les corrections d'un texte ont été faites apparemment encore des siècles après sa copie.

### Le sommet des guerres de religion: vers 400
Dans la période de 300 à 800, il y a toujours eu des événements dans lesquels des bibliothèques pouvaient être détruites, en particulier par catastrophe naturelle. La dernière bibliothèque connue dans l'Antiquité est la bibliothèque du Palais de Constantinople, qui est détruite par le feu en 475, avec ses 120 000 codex. La première bibliothèque connue ensuite est, 100 ans après, celle de Cassiodore, avec environ 100 codex.
La période autour de 391 a été un sommet des conflits religieux. Parmi les religions répandues, et en concurrence, il y avait notamment le culte de Mithra. Bien que l'attractivité réelle de ces religions ait été largement mise en doute dans l'histoire des religions, elles étaient tellement répandues qu'Ernest Renan jugeait : On peut dire que, si le christianisme eût été arrêté dans sa croissance par quelque maladie mortelle, le monde eût été mithraïste. Les membres de l’élite de l’empire étaient souvent adeptes de ces communautés de religions « orientales », avant de se convertir progressivement. C'est à ce point que Constantin le Grand († 337) permit même après sa conversion en 312, d'honorer publiquement Sol Invictus, dieu pourtant associé avec Mithra. Jusqu'à sa conversion, Saint Augustin (354-430) était un adepte du manichéisme, qui représentait l'eschatologie.

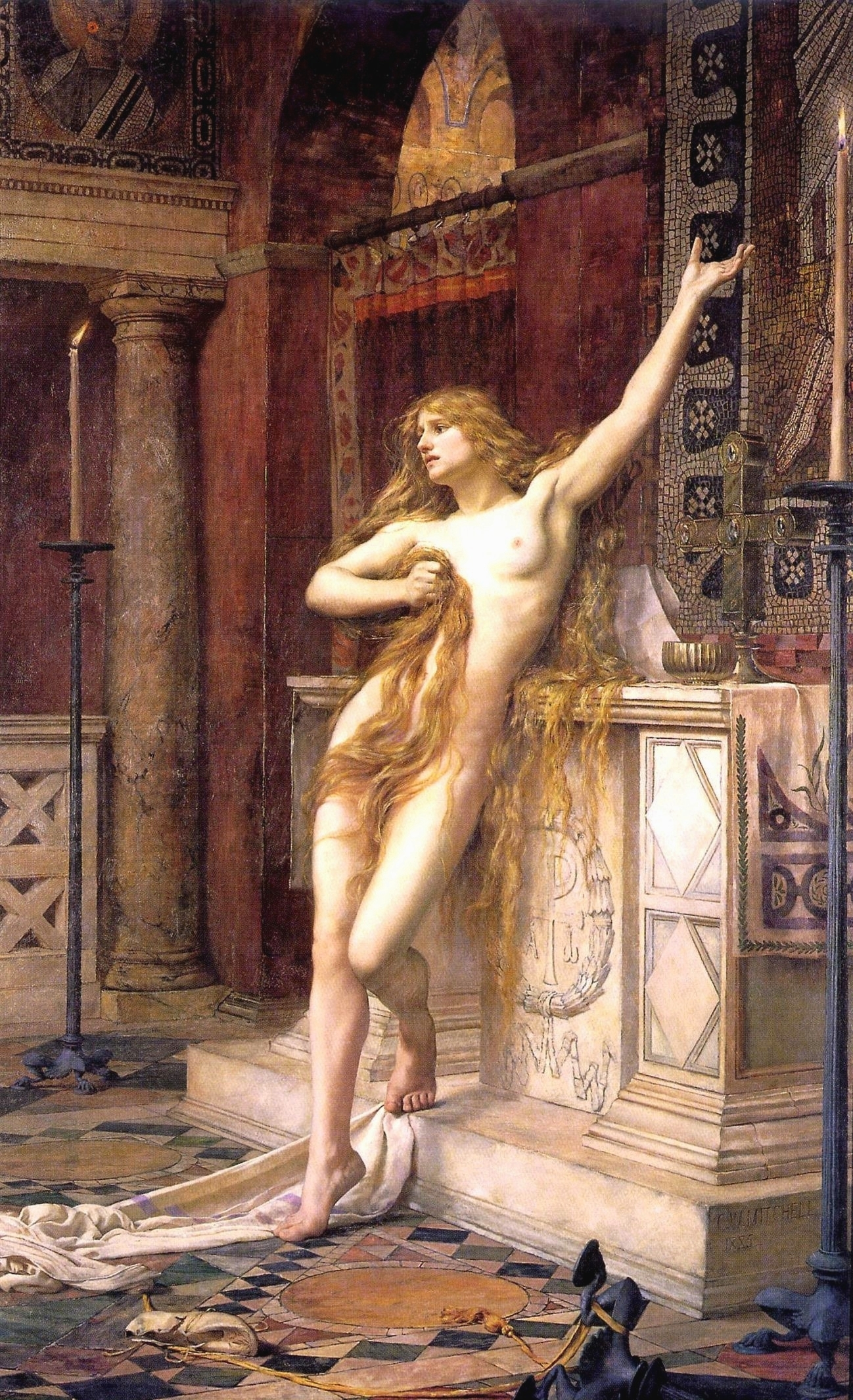
La mathématicienne Hypatie fut cruellement assassinée dans l'église Cæsareum par une meute de chrétiens soulevés contre elle. Tableau de Charles William Mitchell, 1885.

Alors que Constantin le Grand ne fit, à ce que l'on peut savoir, démolir qu'un petit nombre de temples, le non-chrétien converti Firmicus Maternus recommandait vers 350 au fils de Constantin, dans son écrit apologétique « L'erreur des cultes sans dieu », l'éradication de toutes les religions antiques, ainsi que la destruction de leurs temples. En 391 l'empereur Théodose Ier édicte une loi selon laquelle tous les temples non chrétiens doivent être fermés. Dans les conceptions de l’époque, les temples formaient l'essentiel des bâtiments de culture non-ecclésiale, comme une bibliothèque dédiée aux dieux, ou le Musée, dédié aux Muses. Dans ce contexte, l'édit de Théodose est interprété par beaucoup de chercheurs comme une tentative d'annihiler aussi toutes les bibliothèques non-chrétiennes,. La recherche historique moderne considère l'édit de l'empereur de manière plus différenciée, apparemment, Théodose Ier n'a jamais ordonné la destruction des temples.
Sous Honorius, il y a en 399 une dispense pour la protection des œuvres d'art officielles, qui ont été détruites par les chrétiens avec le soutien bienveillant des « autorités ». Une dispense semblable prévoyait d'éviter la violence pour la destruction des sanctuaires ruraux Codex Theodosianus 16,10,16 du 10 juillet 399. En 408, une loi pour tout l’empire ordonne la destruction de toutes les œuvres d'art non-chrétiennes restées jusqu'alors : « Si quelque portrait se tient encore dans des temples ou des chapelles, et si, où que ce soit, il a reçu aujourd'hui ou dans le passé l'adoration des païens, il doit être abattu. Codex Theodosianus 16, 10, 19 ».
En ce qui concerne le Sérapéum d'Alexandrie, qui représentait la bibliothèque municipale d'Alexandrie, il est rapporté qu'il a été détruit en 391 par les chrétiens, après que les non-chrétiens se furent retranchés dans le bâtiment, et eurent été tués, pour résistance à l'exécution de la loi. Du Musée d'Alexandrie, qui contenait la célèbre grande bibliothèque, et qui est attesté comme bâtiment jusque environ 380, il n'y a après 400 plus une trace. Au Ve siècle, le terrain est décrit comme un terrain vague. Jean Philopon, chrétien et important commentateur d'Aristote, évoque en 520 la « grande Bibliothèque » qui avait été en son temps la fierté d'Alexandrie. Pendant les fouilles de 2003, on est tombé sur des fondations.
Un certain Asclépiades était en 490 l'un des rares savants non-chrétiens d'Alexandrie. Lui et son cercle se considéraient comme les derniers prêtres d'Osiris et utilisaient des hiéroglyphes pour leurs actes rituels. Haas part du point de vue que ce cercle ne savait plus lire les hiéroglyphes. Car le fils d'Asclépiades, Horapollon, a fait le seul travail de l'Antiquité tardive sur la signification des hiéroglyphes. Il y manque toute indication sur leur fonction phonétique. Seules leurs fonctions allégorico-mystiques, parfois fantaisistes, sont décrites. Les hiéroglyphes ont été utilisés jusqu'au IVe siècle, et il y avait alors certainement des livres correspondants disponibles. Mais même un spécialiste déclaré semble donc ne plus avoir possédé un tel livre dans sa bibliothèque privée, dans ce centre intellectuel qu'était Alexandrie.
Les Res gestae d'Ammien Marcellin (~330 – ~395), la source la plus importante pour cette période, évoquent la poursuite et l'exécution de personnes apparemment lettrées, auxquelles on reprochait la possession de livres au contenu interdit. Leurs codex et leurs rouleaux étaient brûlés en public. Pour les livres, il doit s'être apparemment agi de « textes de magie ». Ammien pensait plutôt que c'étaient avant tout des œuvres des « artes liberales », des sciences classiques de l'Antiquité. À la suite de quoi, dans les « provinces orientales », selon Ammien, « les propriétaires auraient fait brûler leurs bibliothèques entières, de peur de tels destins.
Ammien critique par ailleurs l'amour superficiel des amusements de la classe supérieure romaine, et rajoute : « Les bibliothèques étaient fermées pour toujours, comme des caveaux. » Ceci a été interprété au XIXe siècle et pour la plus grande partie du XXe siècle comme si les grandes bibliothèques publiques de Rome avaient été fermées. Récemment, beaucoup supposent que cette assertion aurait pu ne concerner que les bibliothèques et les amusements de la noblesse romaine
Un peu plus tard, vers 415, le savant chrétien Paul Orose visite Alexandrie. Il décrit qu'il a vu lui-même dans quelques temples les étagères à livres vides. Celles-ci auraient été « pillées par nos propres gens à notre époque – cette assertion est sûrement vraie. ». À Rome aussi, les grandes bibliothèques semblent avoir été fermées ou vides à partir de 400. Même en supposant que les bâtiments de la bibliothèque Trajane soient restés debout en 455, il n'y a aucun indice que celle-ci ou d'autres ait encore été ouverte ou ait encore contenu des livres.

### Décadence et transformation de la cité antique
Beaucoup de villes de l’Empire romain, et particulièrement en Gaule (quoique moins dans la partie méridionale) et en Grande-Bretagne ont pratiquement disparu au Ve siècle à la suite des invasions sur l'ensemble de l'empire. Trèves, jusqu'au début du Ve siècle le siège de la Préfecture des Gaules, a été par exemple de nombreuses fois pillée et incendiée. Une œuvre locale, comme la Chronica Gallica de 452 a néanmoins pu survivre. Les nouveaux potentats germains en Occident ont essayé de poursuivre les structures antiques en d'autres lieux (Espagne, Italie, une partie de l'Afrique du Nord et la Gaule méridionale). Ammien Marcellin rapporte dans son ouvrage historique que beaucoup d'officiers romains d'origine germanique étaient intéressés par la culture classique et y étaient souvent formés. Encore vers la fin du Ve siècle, le gallo-romain instruit Sidoine Apollinaire louait pour sa culture l'officier germain et romain Arbogast le jeune, qui avait défendu Trèves contre les envahisseurs germains.
Dans certains domaines de l'Empire, la cité antique a été très largement restructurée. L'entretien des bâtiments publics, y compris les bibliothèques publiques, s'appuyait dans l'Antiquité très largement sur les bénévoles, la plupart du temps de riches citoyens. Mais dès le IIIe siècle, il y a des plaintes, de ce que de plus en plus de citoyens ne sont plus prêts à soutenir certaines institutions, ou ne prennent plus bénévolement certaines charges. Les honneurs que cela rapportait ne compensaient plus apparemment le poids d'une fonction publique. Jusqu'au VIe siècle, les vieilles structures disparaissent presque totalement un peu partout. Les villes s'organisent alors plutôt sous l'autorité de l'évêque. L'entrée dans le clergé offrait tout particulièrement l'occasion d'une libération des contraintes financières. Constantin le Grand a encore essayé d'enrayer par la loi cette fuite, mais il préférait déjà pour les villes des élites chrétiennes locales. Dans le cadre de l'évergétisme, les empereurs chrétiens édictaient pour les villes des privilèges, ou des élévations de leur statut, à l'occasion de l'expulsion de communautés non-chrétiennes, ou de la preuve d'une conversion complète, ce qui amenait des allégements d'impôts, qui jouaient un rôle important. Ce processus atteint son sommet vers la fin du IVe siècle, avec la conséquence que les élites urbaines ne pouvaient conserver leur statut social sans baptême que dans leurs domaines, puisque la pratique du culte dans les temples publics était fondamentalement punie de mort depuis Théodose Ier. En privé, les activités cultuelles non-chrétiennes pouvaient encore continuer à être pratiquées sans danger. Mais outre les bienfaits spirituels, les avantages matériels devaient rendre la conversion attractive pour bien des familles nobles.
Les sources épigraphiques, qui témoignent en permanence depuis le premier millénaire av. J.C. des formes urbaines de réjouissances, telles les représentations de théâtre, de musique ou de sport se tarissent à cette époque. Les lycées grecs et autres lieux d'action des professeurs et philosophes non-chrétiens ont été abandonnés, en partie parce qu'il s'y pratiquait le nudisme masculin, qui favorisait l'homosexualité, aux yeux des chrétiens. L'auteur chrétien Théodoret de Cyr a écrit l'un des derniers textes de l'Antiquité contre les non-chrétiens (vers 430), où il représente que ces manifestations ont été remplacées par des offres alternatives chrétiennes.
« Vraiment, leurs temples sont tellement détruits que l'on ne peut plus se représenter leur emplacement de jadis, car les matériaux de construction ont été utilisés depuis pour la construction des sanctuaires des martyrs. […] Regardez, au lieu des fêtes de Pandios, de Diasos et de Dionysios et de vos autres fêtes, on célèbre des cérémonies publiques en l'honneur de Pierre, de Paul et de Thomas ! Au lieu de pratiquer des usages obscènes, nous chantons maintenant de purs hymnes de louange. »
St Jean Chrysostome se moque de la même manière dans un écrit apologético-polémique.
La Notitia Dignitatum, un catalogue des postes administratifs officiels de l’Empire romain vers 400, ne présente aucune indication du fait qu'un officiel soit responsable des bibliothèques. Par ailleurs, à partir d'autres documents et inscriptions funéraires, nous savons que la responsabilité d'une ou plusieurs bibliothèques était considéré avant 300 comme un office important et considéré. S'il y avait eu après 400 des grandes bibliothèques, leur administration aurait été de grande importance. Car l'administrateur aurait décidé de quels livres pouvaient ou non être consultables, après la christianisation.

### L'anéantissement des livres de magie
La littérature antique était aussi répandue dans de petites et très petites bibliothèques privées (comme celle de la Villa des Papyri avec plus de 1 800 rouleaux). La perte des grandes bibliothèques publiques ne pouvait donc atteindre qu'au plus la moitié de l’inventaire total. La disparition complète des millions de livres édités avant 350 doit avoir été un processus long. À part les descriptions de condamnations de livres selon Ammien et St Jean Chrysostome, on sait que les prétendus « livres de magie » ont aussi été pourchassés. Cette sorte de littérature était plutôt rare au début du premier millénaire (au plus 0,3 % à Oxyrhynque). Depuis la reconnaissance officielle du Christianisme au IVe siècle, elle a fait significativement l'objet de poursuites. Comme Ammien rapporte l'autodafé de livres scientifiques classiques dans le cadre de la poursuite des livres de magie, il est possible que d'autres littératures non-chrétiennes aient aussi été éliminées dans ce contexte.
Un grand travail d'aspect plutôt apologétique chrétien de Speyer a été consacré au thème de la destruction des livres antiques. Sous la rubrique « L'anéantissement de la littérature païenne », Speyer a trouvé des indications de livres antichrétiens, de livres de rituels païens, de littérature lascive tout comme de livres de magie. D'après Speyer, les écrits de la littérature et de la science antiques n'ont jamais été détruits intentionnellement. Les livres de magie, probablement des rituels d'imprécations ou de sortilèges, étaient d'ailleurs déjà pourchassés dans les temps préchrétiens. Les gens instruits comme Pline l'Ancien considéraient la magie comme une simple duperie. Mais dans l'opinion commune, la magie a toujours été plus ou moins répandue.
Ce n'est que par la lecture qu'on pouvait décider si un livre contenait de la magie ou de la science. Même là, il fallait quelque formation pour faire la différence à bon escient, et ce ne sont pas tous les chrétiens engagés dans la destruction des livres qui avaient le savoir nécessaire. Un livre non chrétien pouvait être incriminé de magie parce qu'il était dédié à un non-chrétien célèbre, ou à une divinité, ou tout simplement parce qu'il mentionnait en passant un savant passant pour magicien. Le reproche de magie était très largement conçu, et était utilisé contre les religions antiques dans leur ensemble.

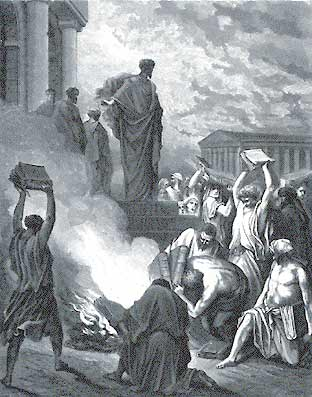
Les « magiciens » d'Éphèse convertis par Paul, à l'autodafé de leurs livres. Illustration de la Bible par Gustave Doré, vers 1866

Selon Speyer, la destruction des livres de magie par les chrétiens remonte à un passage des Actes des Apôtres. Il y est raconté comment Paul chassait les démons pour guérir les malades. Il y avait plus de succès que les « fils d'un grand-prêtre juif, Skeva », que l'on désignait comme « exorcistes juifs ambulants ». Après le triomphe de Paul dans la ville d'Éphèse : « Plusieurs de ceux qui avaient cru venaient confesser et déclarer ce qu’ils avaient fait. Et un certain nombre de ceux qui avaient exercé les arts magiques, ayant apporté leurs livres, les brûlèrent devant tout le monde : on en estima la valeur à cinquante mille pièces d’argent. » Dans ce passage, on ne peut que supposer d'après le contexte qu'il s'agit de livres de sortilèges. Le grand nombre des livres ainsi anéantis rend improbable qu'il se soit agi uniquement de livres de magie dans le sens où nous l'entendons aujourd'hui.
À part ce passage de la Bible, ce n'est qu'au IVe siècle que l’on retrouve des preuves de destructions par le feu de livres de magie dans le cadre des conversions au christianisme. D'environ 350 jusqu'au Moyen Âge, on décrit comment les livres de magie ont été recherchés et détruits. Entre 350 et 400, les possesseurs de ce genre de livres étaient aussi punis de mort :
« À cette époque, on a agi avec la plus grande fermeté à l'égard des possesseurs de livres de magie. Nous apprenons de Jean Chrysostome que des soldats ont perquisitionné avec soin sa ville natale d'Antioche sur l’Oronte, à la recherche d'écrits magiques. Comme il se promenait lui-même à l'époque avec un ami le long de l’Oronte, ils ont vu un objet flotter sur le fleuve. Ils l'ont retiré, et ont vu qu'ils tenaient entre leurs mains un livre de magie interdit. Au même moment, des soldats se montrent à proximité. Mais ils réussissent encore à cacher le livre sous leurs vêtements, et à le rejeter dans le fleuve un peu plus tard. Ils avaient échappé à un danger de mort. Comme Chrysostome le raconte plus loin, le possesseur d'un livre de magie l’avait jeté dans le fleuve par peur de ses poursuivants. On l'a observé, convaincu de magie et condamné à mort. »
Outre Ammien, il y a encore d'autres sources, selon lesquelles on procédait alors à des perquisitions dans les maisons pour y trouver des livres non-chrétiens. Environ 100 ans plus tard, (entre 487 et 492), il y a un nouveau rapport de perquisitions dans les maisons. Des étudiants de Beyrouth avaient trouvé chez un « Jean, surnommé le "marcheur", de Thèbes, en Égypte » des livres de magie. Après les avoir brûlés, ils le forcent à indiquer les noms d'autres possesseurs. Là dessus, les étudiants, « soutenus par l'évêque et les autorités civiles », entreprennent une vaste action de perquisition. Ils trouvent chez d'autres étudiants et quelques personnes de réputation ce genre de livres et les brûlent devant l'église.
Dans une loi impériale, depuis 409, les « mathématiciens » ont l’obligation de « brûler leurs livres sous les yeux des évêques, sinon ils seront bannis de Rome et de toutes les communes. » Il était habituel dans l'Antiquité tardive d'assimiler les mathématiciens avec les astrologues ; cependant on pouvait dans l’Antiquité ranger sous le vocable Mathématiques une partie considérable des sciences classiques. Mais ce n'est que dans la langue vulgaire que l'on mettait dans cet ensemble les astrologues (diseurs d'horoscopes).
En 529, l’empereur Justinien fait fermer l'académie d'Athènes. En 546, il publie une interdiction d'enseigner pour les non-chrétiens, et ordonne la poursuite des « grammairiens, rhéteurs, médecins et juristes », ainsi qu'en 562 l'autodafé public des « livres païens ». Il est possible que ces livres aient été saisis au cours des poursuites. Un nouvel acte pour l'anéantissement des livres dans l'Empire romain résume :
« Les autodafés de livres sont devenus une forme saillante de la violence religieuse dans l'Empire romain de la fin de l'Antiquité. La violence légitimée par la religion, dont l'incendie des livres ne formait qu'un exemple, était comprise comme une action qui satisfaisait fondamentalement Dieu, et apportait donc un bénéfice spirituel au persécuteur. Comme l'incendie des livres satisfaisait Dieu, il était largement accompli, et même par des personnes qui agissaient en tant que représentants de la chrétienté, même dans les cercles de l’Église. En faisant cela, les évêques, les moines et même les laïcs engagés religieusement adaptaient à leurs besoins un rituel antique, qui servait à la fois la double intention de la pénitence et de la purification. […] L'intensité de ces agissements à cette époque fait apparaître un processus progressif de transformation. »

## La formation et la transmission

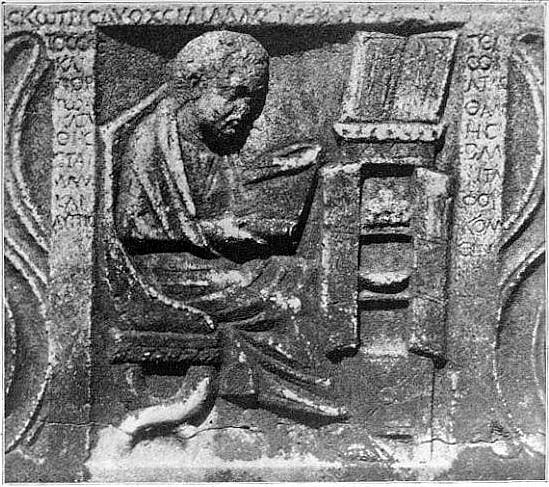
Représentation d'un Romain étudiant un rouleau de papyrus dans sa bibliothèque privée.

Le monde antique avait vraisemblablement un assez haut degré d'alphabétisation. Pline a écrit son Encyclopédie explicitement pour les paysans. Les trouvailles de papyrus en Égypte confirment qu'apparemment même les pauvres paysans de province savaient lire et écrire. Une pierre tombale trouvée en Bavière, érigée par un esclave pour un de ses compagnons d'esclavage, montre même l'alphabétisation des esclaves ruraux dans les provinces. Pour les esclaves urbains, c'était attesté depuis plus longtemps.
Dès la fin du IVe siècle les non-chrétiens ont été progressivement écartés du système éducatif. L'empereur Julien avait encore essayé en 362 par l'édit des rhéteurs, d'exclure de fait les chrétiens de l'enseignement. Cette intervention étatique se retourna plus tard contre les non-chrétiens.

### L'empire d'Occident
La perte des papyrus antiques ainsi que de l’accès officiel à la littérature a eu une conséquence immédiate sur le niveau d'éducation de l'ensemble de la population dans l'empire d'Occident. À la fin de ce processus, l'alphabétisation disparaît largement, et les informations historiques sont plus que fragmentaires. En ce qui concerne la transmission, Herbert Hunger émet le jugement suivant sur l’époque : « La victoire finale de la christianisation est pire [que la germanisation] pour la culture romaine. »
La conservation des traditions non-chrétiennes s'est concentrée sur une aristocratie sénatoriale dépouillée de son pouvoir, comme les membres du cercle de Symmaque. Alexander Demandt écrit : « Une grande partie de la littérature latine a été sauvée par des parents ou des serviteurs de ces familles sénatoriales. »
Au début du VIe siècle, le savant Boèce travaillait à la cour de Théodoric le Grand en Italie gothique orientale. Il traduisait et commentait des travaux d'Aristote et l'Isagogè de Porphyre, et fut le premier chrétien à écrire des manuels d'Arts libéraux. Accusé de trahison, il fut exécuté, et n'a pas pu accomplir son grand projet de traduction de Platon et d'Aristote pour l'Occident latin. Néanmoins, ses traductions sont restées jusqu'au XIIe siècle les seuls écrits d'Aristote disponibles pour le monde latinisant. Comme les connaissances en grec avaient quasiment disparu en Occident depuis le haut Moyen Âge, c'est grâce à lui que le Moyen Âge latin a conservé une partie de la philosophie grecque antique.

### La position chrétienne face à la littérature païenne
La position des chrétiens face à la littérature non-chrétienne a évolué au cours du temps. On cite beaucoup le rêve angoissant de St Jérôme. Le Père de l’Église écrit que tout jeune, il a renoncé à toutes les possessions et les joies de ce monde, mais qu'il ne pouvait pourtant pas se séparer de sa bibliothèque classique. Là dessus, il eut une vision :
« D'un coup, je fus saisi en esprit et traîné devant le Juge. Et là, la lumière était si claire, et ceux qui m'entouraient si brillants, que je me jetai à terre, et n'osais pas regarder le spectacle. Quand on me demanda qui j'étais, et quoi, je répondis : "Je suis un chrétien". Mais le Président dit : "Menteur ! tu es un disciple de Cicéron, et non du Christ. "Car là où est ton trésor, là aussi sera ton cœur. (Mt, 6, 21)" Au même moment je devins muet, et, sous les coups de lanières – car Il avait ordonné de me fouetter – le feu de ma conscience me tourmenta encore plus, tandis que je me rappelais le verset de la Bible : "Qui te louera dans le séjour des morts ? (Ps. 6, 6)". Cependant, à la fin, je me mis à pleurer et m'accuser, et je dis : "Fais-moi grâce, ô Seigneur, fais-moi grâce." Même sous le bruit du fouet, on pouvait entendre mon cri. Finalement, les spectateurs tombèrent aux genoux du Président, et Le prièrent d'avoir pitié de ma jeunesse, et de me laisser le temps d'expier mes erreurs. Il pourrait bien, disaient-ils, continuer la torture si jamais je recommençais à lire les œuvres des païens. Sous la pression de cet instant terrible, j'aurais été prêt à faire des promesses encore plus importantes. Alors, je prêtai serment sur Son Nom et dis : « Seigneur ! Si je possède jamais quelque livre de ce monde, ou si j'en lis un, alors je T'aurai menti.  »

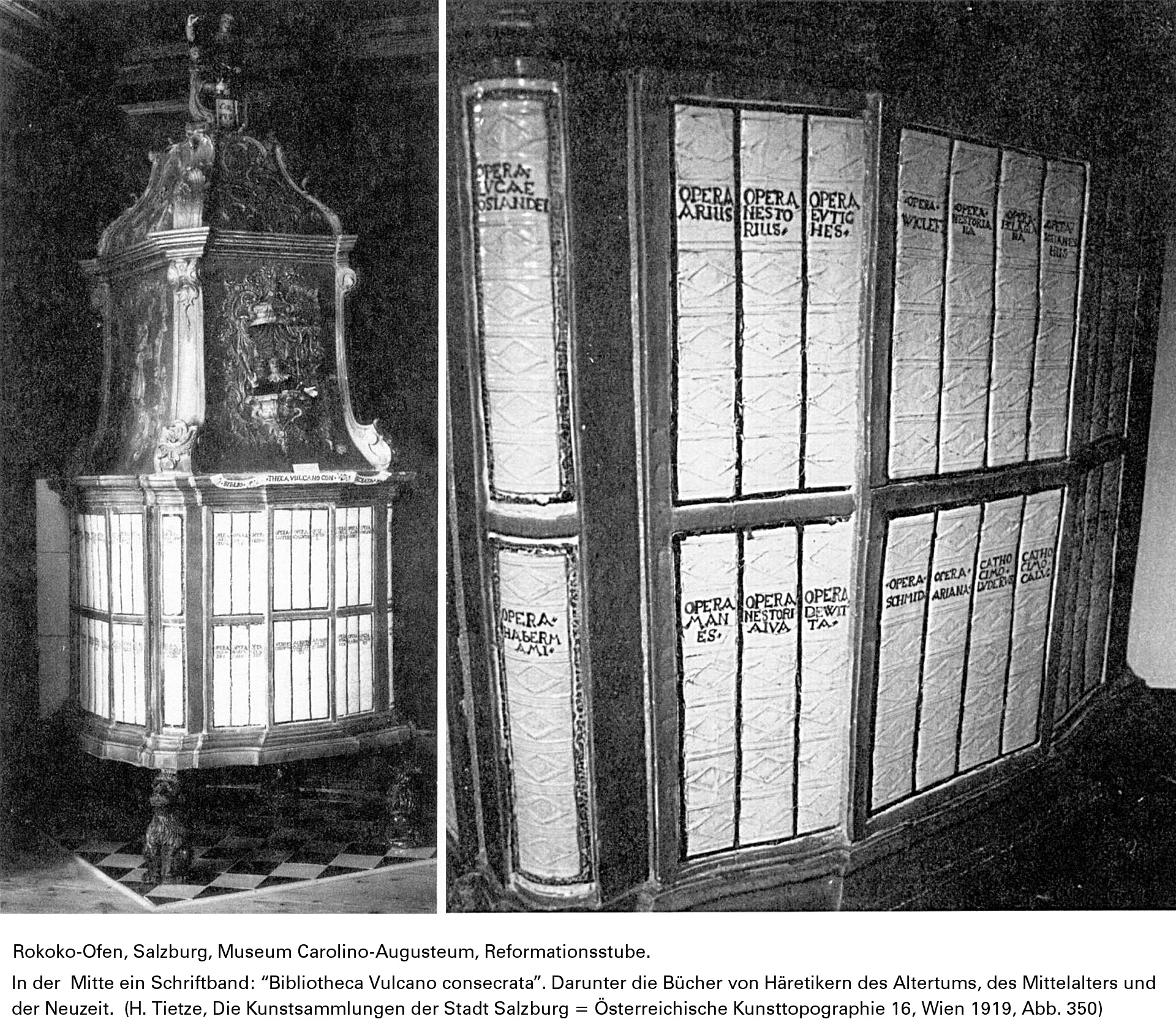
Poêle rococo du XVIIIe siècle avec une représentation d'œuvres d'hérétiques chrétiens depuis l'Antiquité aux débuts des temps modernes. La banderole porte : Bibliotheca Vulcano consecrata (Bibliothèque consacrée à Vulcain)

Le Père de l'Église St Augustin (354-430) argumenta en faveur de la conservation de la littérature non-chrétienne, qu'il avait lui-même longuement étudiée dans sa jeunesse, mais ne voulait par principe la voir qu'enfermée dans une bibliothèque ; elle ne devait ni être répandue, ni enseignée. Il se prononça contre l'enseignement de « l'ars grammatica » en pure technique, car seuls les écrits ecclésiaux devaient être utilisés.
Le pape Grégoire le Grand (540–604), issu d'une famille aristocratique romaine, reçut une éducation classique et excella, selon Grégoire de Tours, dans la grammaire, la dialectique et la rhétorique. À la suite de son ascension ecclésiale, il évita cependant les citations classiques dans ses écrits. Il permit aux évêques d'enseigner l'Écriture Sainte, mais pas la grammaire, indigne de leur statut, et dont il craignait l'usage désacralisant; il adressa des réprimandes personnelles à ceux qui contrevinrent à ses directives.
Isidore de Séville a aussi ordonné que la lecture des écrits classiques soit uniquement permise à des étudiants très formés. Manitius écrit : Chez Cassiodore, on se sent dépaysé : la mystique, la superstition et l'appétit pour les miracles recouvrent maintenant les représentations qui étaient auparavant si logiques et réalistes.
À la suite de cette politique culturelle, même le clergé ne put maintenir le niveau d'alphabétisation. Cassiodore a écrit un manuel de grammaire ancienne; E.A. Lowe en tire le jugement suivant : « À partir des règles d'orthographe et de grammaire qu'il donne, on peut mesurer l'abaissement de l'érudition déjà en son temps. » Pour l’Occident latin, « le VIe siècle est la phase la plus noire du déclin culturel de l'époque, pendant laquelle la recopie des textes classiques a tellement diminué, que l'on est passé dangereusement près d'une rupture de la continuité de la culture païenne. Ces siècles obscurs ont menacé irrévocablement la transmission des textes classiques. »
Les lettres de St Boniface, dans lesquelles il se plaint de la misère intellectuelle du clergé en son temps montrent également cette chute, qui, selon Laudage et al. remonte au Ve siècle. Au temps d'Isidore, une loi est passée, qui excluait les analphabètes de l’épiscopat, l'office le plus élevé au sein de l’Église d'alors. Selon les lettres d'Alcuin, qui s'efforçait de relever le niveau de formation dans l'empire carolingien, cette loi n'avait pratiquement pas eu d'effet.

### La transmission par les monastères
Un nombre appréciable des moines du Moyen Âge, au moins sur le continent, étaient analphabètes. Même bien des copistes de codex ne faisaient que recopier l'image du texte donné. Mais ceci avait aussi l’avantage que les copies de ce temps étaient très fidèles à l’original – on n'osait pas « améliorer » le texte. C'est avant tout grâce à l’activité de copie des moines que la partie encore connue de la littérature antique a été conservée, qui dès lors a été recopiée sur parchemin, matière plus noble. Comme cette matière a été utilisée depuis le Haut Moyen Âge, nous sommes encore aujourd'hui en possession des textes mêmes qui étaient à la disposition de Cassiodore : « La transmission excessivement insuffisante de la culture classique dans ces siècles obscurs donne donc une importance particulière à la Renaissance carolingienne, pendant laquelle les auteurs de l'Antiquité reviennent en lumière, sur la base d'anciens codex qui ont survécu à l'effondrement de l'Empire romain, auteurs qui auraient été vraisemblablement condamnés à la damnatio memoriae pendant les siècles sombres. »
Friedrich Prinz (de) a porté le jugement suivant dans un exposé à l'Académie catholique de Bavière (publié dans Die Zeit), sur le processus de transmission des textes classiques au Moyen Âge : 
« C'est un des paradoxes les plus étonnants de l’histoire mondiale de voir que ce sont précisément l'Église et ses monastères, après avoir combattu par profonde conviction religieuse de façon si acharnée et fondamentale la littérature audacieuse et érotique de l'Antiquité païenne, qui sont devenus les transmetteurs les plus importants également des textes de cette nature. Était-ce leur charme vivant et esthétique qui a permis leur survie dans les bibliothèques des monastères, ou était-ce un état d'esprit plus libéral du Moyen Âge vis-à-vis d'une tradition culturelle passée, que le christianisme vainqueur n'avait plus à combattre comme une menace ? De toute manière, on en est arrivé à une reprise avec intérêt de cet antique héritage très profane, que l'on avait essayé de supprimer comme un adversaire diabolique.  »
En remontant le temps à partir des XVIe et XVIIe siècles, on arrive pour le milieu du bas Moyen Âge (1250) à un taux d'alphabétisation en Europe continentale d'environ 1 %. En gros, cela signifie que 90 % de la population était rurale et analphabète, et que dans les 10 % de la population urbaine, à nouveau seuls 10 % savaient lire et écrire. Mais les différences régionales pouvaient être considérables : en Scandinavie, c'était l'époque des Sagas, avec un très haut degré d'alphabétisation. De 700 à 1500, le Moyen Âge a présenté une alphabétisation croissante. Aux VIe et VIIe siècles, l'alphabétisation a dû être très faible en Occident.

### Empire romain d'Orient et byzantin
Dans l’Empire romain d'Orient hellénisé, les lignes de la tradition ont présenté bien moins de ruptures que dans l'Occident latin, que ce soit dans la transmission des textes ou la tradition de l'éducation.
Par la paidéia, la forme classique d'éducation, on se distinguait des Barbares, et on en était fier, même comme chrétien. En 529, l'Académie de Platon à Athènes a été fermée, mais d'autres centres d'éducation d'origine non-chrétienne ont perduré ; mais ils ont perdu aux VIe et VIIe siècles leur importance, et ont en partie été brutalement fermés. À Alexandrie, le centre probablement le plus important d'éducation de l’Antiquité, on est parvenu à un équilibre stable entre la tradition classique et la chrétienté, dans les œuvres de Jean Philopon, Étienne d'Alexandrie, et la grande épopée de Nonnos de Panopolis. Ce n'est qu'à la suite de l’invasion perse (616) et de la conquête arabe qui suivit (641) que l'université s'effondra.
Dans l’Empire byzantin, des auteurs qui n'étaient pas pris en compte pour la recopie des rouleaux en codex dans les centres chrétiens à partir des IIIe et IVe siècles, ont survécu au moins sous la forme d'extraits dans les compilations et les références secondaires. Probablement au début du XIe siècle est né le Souda, un lexique rempli de références à de nombreux travaux aujourd'hui disparus. Les auteurs du Souda se sont référés à de telles références secondaires, ou à des lexiques compilés précédemment.
Mais en Orient, il y a eu également des ruptures et des crises, où des collections ont dû s'égarer ; en particulier au VIIe siècle, la grande guerre contre les Perses (603–628) et l'expansion islamique qui suit représentent une interruption marquée.
La continuité culturelle présente à Byzance est la raison pour laquelle la littérature classique a continué d'être acceptée même après les troubles de ces temps de lutte. Après la période iconoclaste de Byzance, (VIIIe siècle et début du IXe siècle), il n'y a plus que de rares indications fiables sur un rejet de la littérature classique chez les auteurs byzantins. Par exemple, le moine Maxime Planude a expurgé l'édition de 1301 de son Anthologie grecque des épigrammes qui lui paraissaient choquants.

### La transmission par les Arabes
Malgré les parfois lourdes batailles dues à l'expansion de l'islam, les temps qui ont suivi ont bénéficié d'une relative continuité culturelle dans les territoires conquis sur l'Empire romain d'Orient, comme la Palestine et la Syrie, contrairement à l’Occident latin : « Comme l'intérêt pour la formation grecque était grand, beaucoup de textes ont été traduits dans les langues des nouveaux pays, et les structures et les bibliothèques ont survécu, ce qui garantissait la qualité de l'éducation. » Quelques textes, par exemple d'Aristote ou de ses élèves ne sont parvenus aux temps modernes que par cette voie. Récemment, la destruction des livres pendant l'Antiquité tardive a été mise en relation dans le monde arabe aussi avec les fondements de la chrétienté. Les progrès en sciences de la nature de l'Europe chrétienne des Xe et XIe siècles sont également dus aux sciences arabes.